# Biblioteca Liciniana

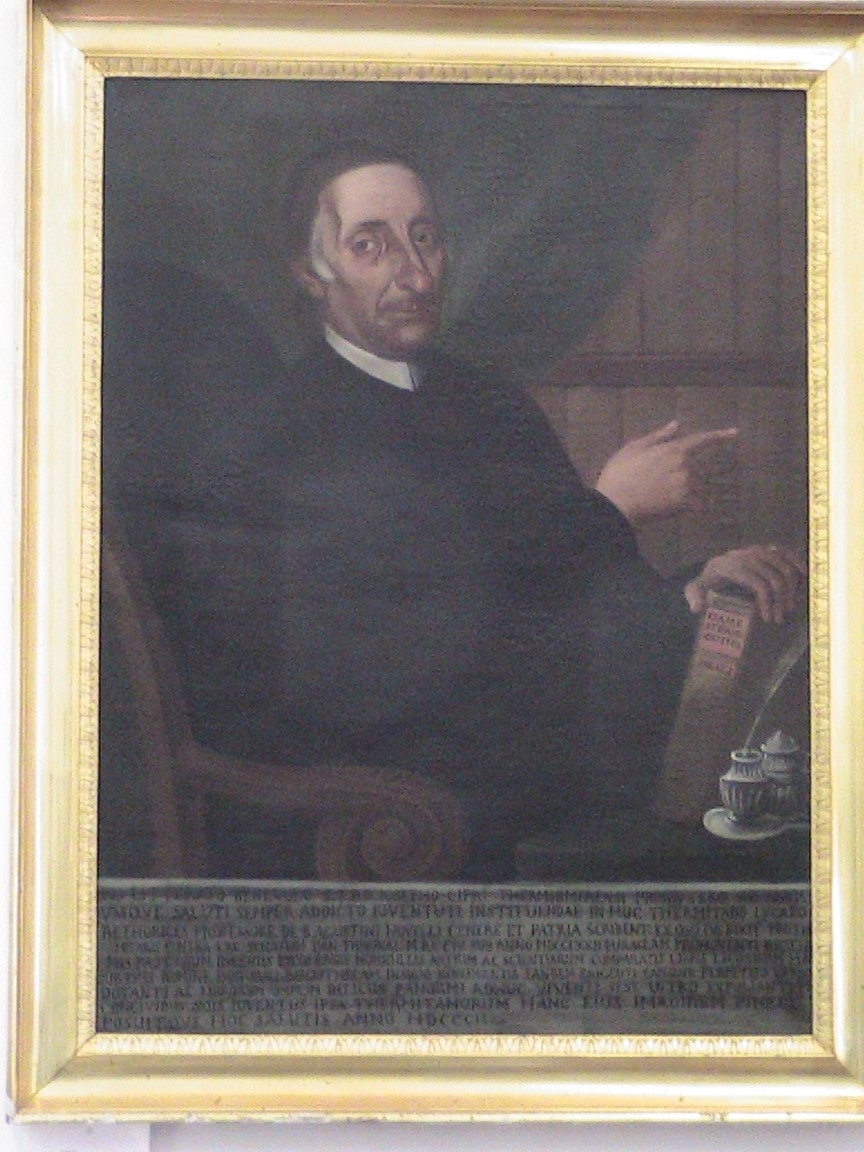
Giuseppe Cipri 1802

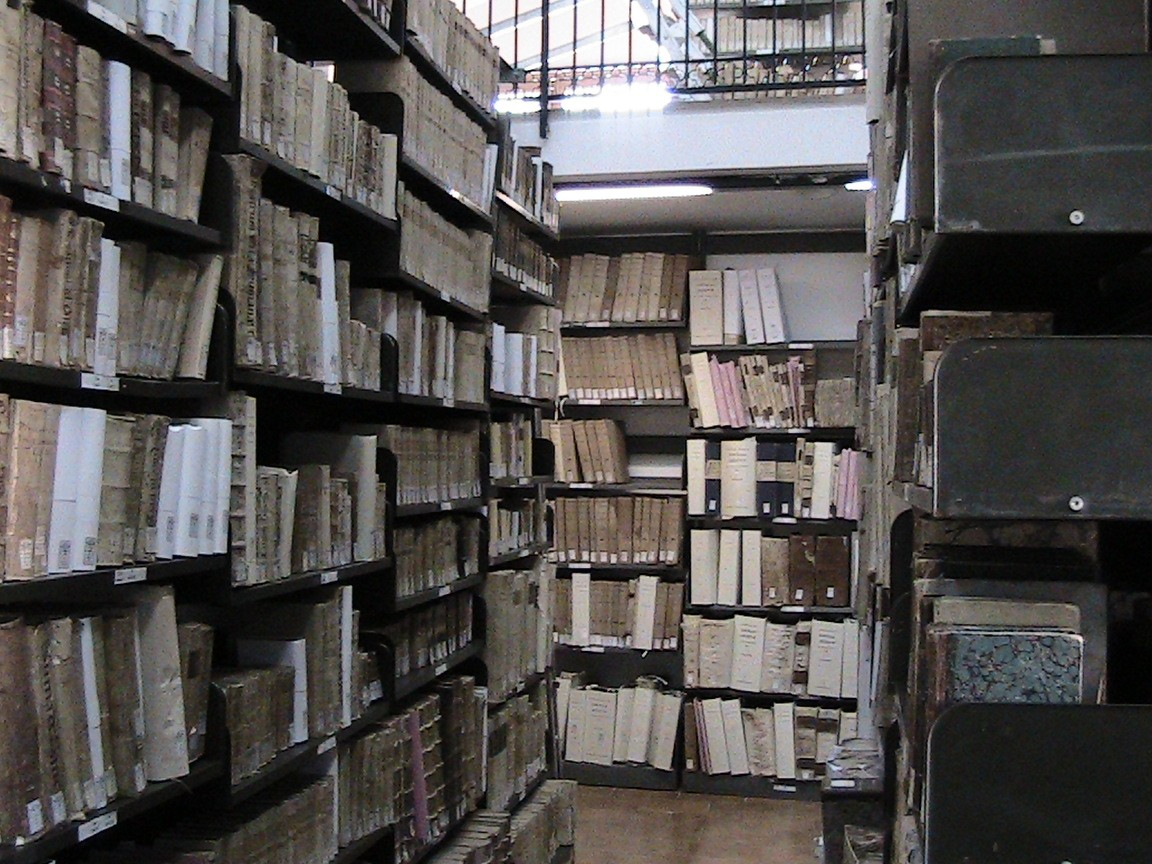
Magazin der „Alten Bücher“

Die Biblioteca Liciniana ist eine öffentliche Bibliothek, heute die Stadtbibliothek von Termini Imerese. 
Gegründet im Jahre 1800, ist sie die zweitälteste kommunale Bibliothek in der Metropolitanstadt Palermo. Älter sind die Biblioteca comunale von Carini (1775) und die Biblioteca Comunale di Palermo (1760). Die Gründung geht auf die Initiative des Priesters Giuseppe Cipri zurück, der seine eigene Büchersammlung der Öffentlichkeit zugänglich machte, um die allgemeine Bildung zu fördern. Der Name Liciniana ist von dem Pseudonym Mopso Licinio abgeleitet, das Cipri bei seiner Aufnahme in die Accademia Euracea angenommen hatte. Ursprünglich als Stiftung von einer Deputazione verwaltet, zu der der jeweilige Erzpriester und der Bürgermeister gehörten, führte der Mangel an finanzieller Ausstattung 1968 zur Übernahme als städtische Bibliothek. Ursprünglich im Collegio der Jesuiten untergebracht, wurde die Liciniana 1952 in das Klarissenkloster (Monastero di Santa Chiara) verlegt.
Zu den historischen Altbeständen gehören weitere Bibliotheken von Gelehrten aus Termini sowie handschriftliche Nachlässe, darunter von Niccolò Palmeri oder Gregorio Ugdulena. 4500 Bände stammen aus der aufgelösten Bibliothek des Klosters San Martino delle Scale oberhalb von Monreale. Die Akten der Accademia Euracea gehören ebenfalls zu den Beständen der Liciniana. Einen eigenen Fond bilden die Pergamene, vorwiegend Privilegien für die Stadt Termini von 1313 bis 1645. Neben 13 Inkunabeln finden sich 700 Cinquecentine, Drucke des 16. Jahrhunderts.
Die Bibliothek verwahrt das Historische Archiv der Kommune sowie die Archivalien der aufgehobenen Klöster und geistlichen Gemeinschaften von Caccamo, Caltavuturo, Montemaggiore Belsito, Sclafani und Termini Imerese. Im Februar 2010 wurde bekannt, dass bei Ordnungsarbeiten über 50 Originalurkunden gefunden wurden, deren Provenienz das Archiv des griechischen Klosters Santa Maria della Grotta in Palermo ist. Die älteste, ein arabisches Dokument, stammt aus dem Beginn des 12. Jahrhunderts, dazu kommen acht griechischsprachige Urkunden aus der Zeit zwischen 1160 und 1261. Die ältesten Dokumente in Latein aus diesem Bestand sind 1197 ausgestellt worden.